# Frauwüllesheim
Frauwüllesheim is een plaats in de Duitse gemeente Nörvenich, deelstaat Noordrijn-Westfalen, en telt 719 inwoners (31 december 2019).
De naam is van Frankische oorsprong en wijst mogelijk op een aan Onze Lieve Vrouwe gewijde kerk of een vrouwenklooster of -sticht uit de Merovingische tijd. Waarschijnlijk bestond dit dorp dus reeds voordat Karel de Grote aan de macht kwam.
In de Tweede Wereldoorlog had Isweiler, ten zuidoosten van het dorp, een grote bunker ter bescherming tegen luchtaanvallen. Na de oorlog is deze nog enige decennia lang in stand gehouden als bunker ter bescherming tegen eventuele aanvallen door atoombommen (zie: Koude Oorlog). Plaatselijke geschiedenisliefhebbers hebben de voormalige bunker daarna in eigendom verworven en geconserveerd.

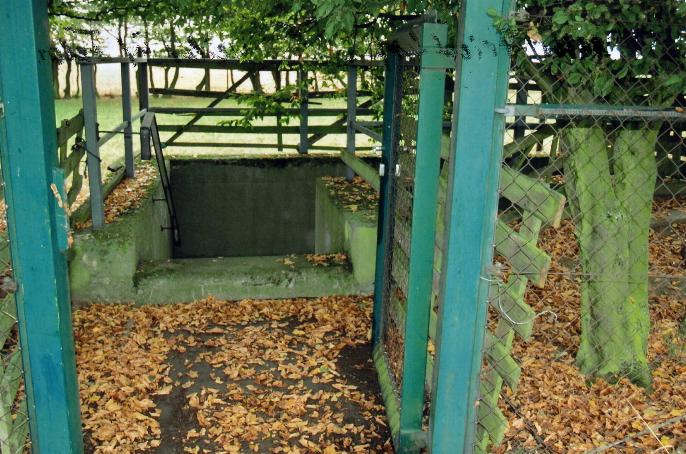
Ingang bunker Isweiler, ten zuidoosten van het dorp